# 四川成渝高速公路股份
四川成渝高速公路股份有限公司，簡稱四川成渝高速公路股份，以及四川成渝高速公路 （英語：Sichuan Expressway Company Limited，港交所：0107，上交所：601107），在1997年，由四川高速公路建設開發總公司（佔45.08%股權）及招商局旗下招商局公路网络科技控股股份有限公司（佔29.48%股權）組成而設。總部位於中國四川省成都市武侯祠大街252號。
是中國四川省一家公路投資、開發和經營的基建公司，主要從事開發和經營高速公路，包括四川成渝高速公路（226公里）、成雅高速公路（144公里）、成樂高速公路（86.44公里）、成都城北出口高速公路（10.35公里）、青龍場立交橋（4800里）、成都機場高速公路（11.92公里）、成仁高速公路（106.613公里），以及公路沿線汽車維修、加油站和廣告牌等配套業務。
其股份自1997年10月7日及2009年7月27日分別於香港交易所，以及上海證券交易所上市。H股股東為Chilton Investment Company, Inc.（佔9.02%股權）及關連人士。

## 历程
| 時間          | 詳情                                                                     |
| ------------- | ------------------------------------------------------------------------ |
| 1997年8月19日 | 在四川省工商局註冊成立                                                   |
| 1997年10月7日 | 在香港聯交所掛牌上市，證券代碼為00107，首次募集資金折合人民幣約14.35億元 |
| 2009年7月27日 | 在上海證券交易所掛牌上市，證券代碼為601107，發行募集資金18億元           |
| 2010年4月16日 | 四川省人民政府同意，組建四川省交通投資集團有限責任公司                   |

## 經營範圍
高等級公路、橋樑、隧道等基礎設施的投資、設計、建設、收費、養護、管理、技術諮詢及配套服務；與高等級公路配套的加油站、廣告位及倉儲設施的建設與租賃；汽車拯救及清洗。

### 旗下高速公路
轄下已建成收費高速公路總里程達573公里，在建高速公路里程約164.5公里。
- 成渝高速公路
- 成雅高速公路
- 城北出口高速公路
- 成樂高速公路
- 成仁高速公路

## 在建的高速公路
遂廣高速、江合高速及遂西高速等

## 中國國內的獲獎記錄
- 全國精神文明建設工作先進單位[2]
- 四川省最佳文明單位[2]
- 全國青年文明號大獎[2]
- 全國三八紅旗集體獎[2]